# Линдлей, Вильям Хирлейн
Сэр Вильям Хирлейн Линдлей (англ. Sir William Heerlein Lindley; 30 января 1853, Гамбург — 30 декабря 1917, Лондон) — английский гражданский инженер-строитель, выполнивший водопроводные и канализационные сооружения более чем в 30 городах Европы; сын Вильяма Линдлея.

## Биография
Работал вместе с отцом и младшими братьями — Робертом (род. 1854) и Джозефом Линдлей (род. 1859). С 1881 по 1889 гг. руководил сооружением городского водопровода в Варшаве, реализуя проект своего отца.
С 1895 по 1906 гг. руководил строительством пражской городской канализации (функционирует до сих пор) и очистной станции в районе Бубенец (чеш. Praha-Bubeneč), которая активно эксплуатировались с 1907 по 1967 гг., в 1991 была объявлена памятником культуры, а в 1992 г. стала экотехническим музеем «Старые очистные сооружения».

### Баку-Шолларский водопровод
Линдлей является автором и реализатором сооружения Баку-Шолларского водопровода (длина — 177 километров). Работал над ним начиная с 1899 года и практически до самого конца своей жизни. Впервые прибыл в Баку в октябре 1899 года и пробыл там два месяца, занимаясь изысканиями. Тогда же посетил селения Шоллар и Ферсали, где им были найдены источники питьевой воды, удовлетворяющие требованиям. Во время следующего визита, в мае 1901 года предоставил доклад Бакинской городской думе, после чего, 23 июня 1901 года, его проект был утверждён, а на его реализацию выделено 35.000 рублей (25.000 из них внёс лично гласный Думы А. Топчибашев). Осенью 1903 года представители инженера предоставили в Баку его окончательный проект.
Бурение скважин производилось французской компанией под личным контролем Линдлея. Фактические работы начались в январе 1904 года, однако продолжались со значительными перерывами: революционные события и несколько эпидемий холеры сильно мешали их ходу. Наконец, 5 мая 1909 года, вновь учреждённый «Отдел по постройке водопровода» утвердил Линдлея инженером возобновлённого проекта. 18 января 1916 года, во время своего последнего визита в Баку, инженер прочитал лекцию о своих планах по снабжению шолларской родниковой водой промышленные центры Бинагади и Сураханы.
Строительство было завершено к концу 1916-го, первая питьевая вода поступила в Баку 21 января 1917 года. По признанию самого инженера «такой технически грандиозной работы и столь сложной, как постройка данного водопровода, на мою долю не выпадало».

### Канализация Самары
В 1906 году, на средства, предоставленные Самарской городской думе владельцем Жигулёвского пивоваренного завода Альфредом фон Вакано во Франкфурте на Майне В. Х. Линдлей разработал первоначальный проект самарской канализации, который был уточнён после его приезда на две недели в Самару в июле 1907 года и окончательно оформлен с пояснительной запиской на русском языке весной 1908 года. 25 февраля 1909 года проект был в полном объёме утверждён городской думой и на средства фон Вакано началось строительство пробного участка длиной 4 версты (4,2 км), завершённого и пущенного в эксплуатацию в октябре 1909 года. В 1911 году при самарской городской управе был учреждён канализационный отдел и в 1912 году развернулось строительство основной канализационной сети Самары по проекту В. Х. Линдлея, не прекращавшееся и во время Первой мировой войны. К 1918 году удалось построить 35,4 км сети, обслуживающей центр города. В связи с событиями революции и гражданской войны строительство было прекращено. Некоторые участки сети до сих пор находятся в эксплуатации. В октябре 2016 года имя Вильяма Хирлейн Линдлея было увековечено звездой на открывшейся Аллее Славы самарского водопровода.

### Проект водоснабжения и канализации в Лодзи
В 1909 году разработал систему водоснабжения и канализации для польского города Лодзь (проект был реализован после 1920 года, уже после смерти его автора).